# William Arthur Bone
William Arthur Bone, FRS (19 mars 1871 - 11 juin 1938) est un technicien et chimiste britannique du carburant.

## Biographie
Bone est né à Stockton-on-Tees, fils de Christopher Bone, un marchand de thé, et de sa femme Mary Elizabeth. Il fait ses études à la Middlesbrough High School, à l'école Ackworth Quaker et à la Stockton High School. Après une année à la Leys School de Cambridge, il étudie la chimie et la physique à l'Owens College de Manchester (aujourd'hui l'Université de Manchester), suivi d'une année de bourse à l'Université de Heidelberg.
Bone se marie deux fois : en 1896 avec Kate Hind, fille du maire de Stockton, avec qui il a un fils et deux filles avant sa mort en 1914 et ensuite en 1916 avec Mabel Isabel Liddeard, décédée en 1922.

## Carrière académique
Après une période en tant que maître de conférences en chimie et métallurgie à Manchester où il étudie la combustion des hydrocarbures, Bone est nommé professeur Livesey des industries du gaz de charbon et des combustibles à l'Université de Leeds en 1906. Là, il crée un nouveau département de technologie des carburants et continue à étudier la mécanique de la combustion des carburants. En 1912, il fait son dernier changement, cette fois au Département de technologie chimique de l'Imperial College de Londres, se concentrant à nouveau sur l'étude de la combustion. Pendant la Première Guerre mondiale (1914–18), il mène des recherches sur les problèmes de carburant associés à la guerre et forme des chimistes pour des tâches dans les usines de munitions. Il prend sa retraite en 1936 .
Il est élu membre de la Royal Society en 1905 ,. Il prononce leur Bakerian Lecture en 1932 (sur la combustion des hydrocarbures) et reçoit leur Médaille Davy en 1936 « Pour son travail de pionnier sur la catalyse de contact et ses recherches sur le mécanisme de la combustion des hydrocarbures et sur la nature des flammes et sur les explosions gazeuses ».

## Ouvrages
Il publie plusieurs livres; Le charbon et ses utilisations scientifiques en 1918, Flame and Combustion avec DTATownend en 1927 et Coal and its Constitution and Uses avec GWHimus en 1936.